# Johann von Moosburg
Johann von Moosburg, auch Johannes der Moosburger († 25. April 1409) war Bischof von Regensburg von 1384 bis 1409. 
Johann von Moosburg war ein unehelicher Sohn Herzog Stephans III. von Bayern. 1377/78 wurde er mit Unterstützung seines Vaters Elekt von Freising, konnte sich aber nicht gegen den von den Habsburgern geförderten Gegenkandidaten Leopold von Sturmberg durchsetzen. 
1384 wurde er dann ernannter Administrator von Regensburg. Im selben Jahr wurde er Bischof von Regensburg. Dies geschah mit Unterstützung von Papst Urban VI., der damit auch die Wahl von Paulus Kölner durch das Domkapitel überging. Johann stürzte das Hochstift in eine weitere finanzielle Notlage. Erneut nahm er Schulden auf und Verpfändungen vor. Besonders davon profitierte die Stadt Regensburg, die durch die Misswirtschaft des Bischofs Rechte erlangte, die sich andere Städte hart erkämpfen mussten. Die Stadt kaufte außerdem Donaustauf und das Dorf Sulzbach, welche zuvor in den Besitz der bayerischen Herzöge gelangt war. Unter der Geldbeschaffung des Bischofs litten besonders die Dorfpfarrer. Zum einen wurden deren Pfründen inkorporiert, zum anderen hatten sie unter zusätzlichen Abgabenlasten zu leiden. Das Anstellungsverhältnis wurde durch die Inkorporationen möglicher Willkür ausgesetzt. Der Finanzberater des Bischofs Peter von Remagen erhob außerdem zusätzliche jährliche Abgaben zur Erneuerung der Seelsorgevollmacht (cura animarum). Da er einen beträchtlichen Teil der Abgaben in sein Privatvermögen einfließen ließ, wurde er schließlich vom Bischof, obwohl zuvor Straffreiheit garantiert, quasi als Sündenbock ins Gefängnis geworfen. 
Graf Johann von Abensberg stiftete 1389 das Kloster Abensberg. 